# Kulla Gunnarstorp naturreservat
Kulla Gunnarstorp är ett naturreservat i Helsingborgs kommun i Skåne län.
Området är naturskyddat sedan 1982 och är 159 hektar stort. Det består av landborgen längs kusten mellan Hittarp och Domsten vid Kulla Gunnarstorps slott.
I reservatet finns ridstigar, vandringsstråk och cykelvägar. Badmöjligheterna är störst strax norr om Hittarp där det finns en sandstrand. Längre norrut blir det stenigare strand med klapperstensfält. 

## Bilder

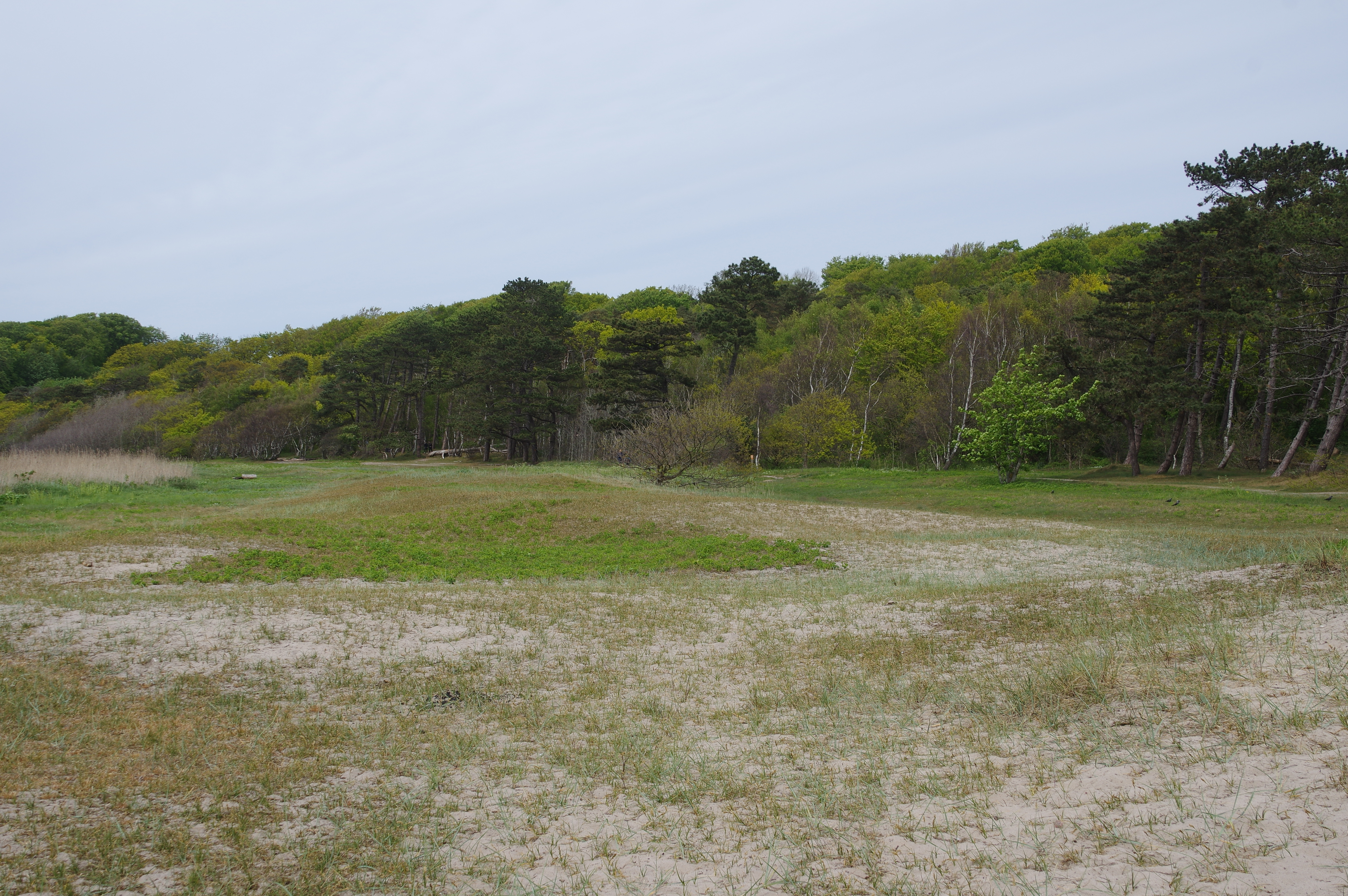
Strandheden
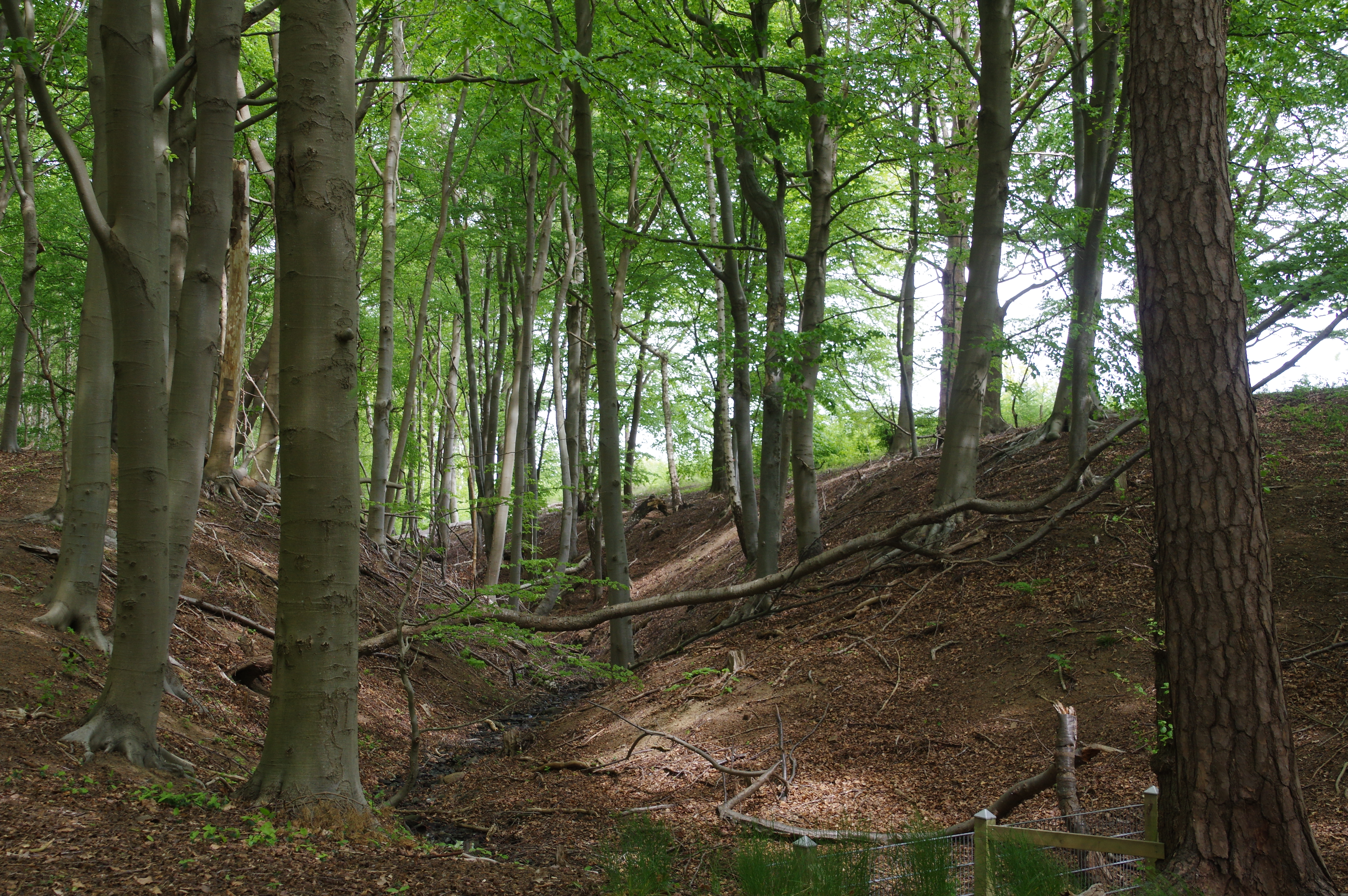
Ravinen
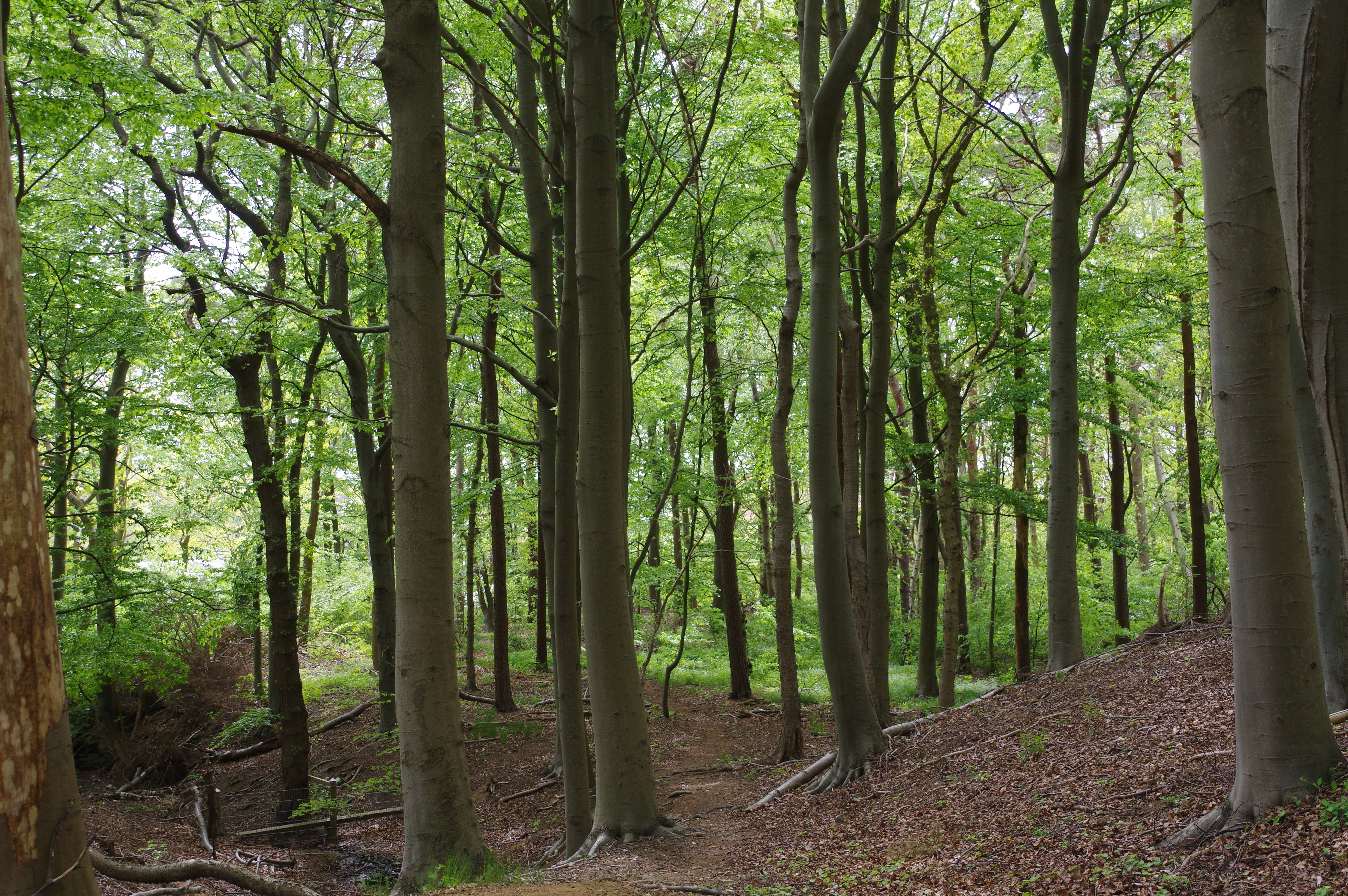
Bokskog